# بایرون دونالدز
بایرون لوول دونالدز (انگلیسی: Byron Lowell Donalds؛ زادهٔ ۲۸ اکتبر ۱۹۷۸) سیاستمدار و تحلیل‌گر مالی آمریکایی جمهوری‌خواه است که از سال ۲۰۲۱ به عنوان نمایندهٔ مجلس نمایندگان ایالات متحده آمریکا برای حوزه انتخابیه نوزدهم فلوریدا خدمت می‌کند. ناحیهٔ او شامل بخش زیادی از جنوب غربی فلوریدا است.
دونالدز، زاده و بزرگ شده در بروکلین، نیویورک است و در دانشگاه کشاورزی و مکانیک فلوریدا تحصیل کرده است و در سال ۲۰۰۲ از دانشگاه ایالتی فلوریدا با مدرک کارشناسی امور مالی و بازاریابی فارغ‌التحصیل شده است. دونالدز پیش از ورود به عرصهٔ سیاست، در صنایع مالی، بیمه و بانکداری کار می‌کرد.